# Steklovata
Steklovata (em russo: Стекловата - lã de vidro) foi uma boy band russa composta principalmente pelos vocalistas Denis Belkin e Artur Eremeev. O produtor da banda é Sergei Kuznechov, que em 1999 levou Denis, então com treze anos, ao seu novo projeto. Logo após o término, levou Eremeev para a banda. O grupo lançou dois álbuns e participou de festivais de música na Rússia, sem alcançar muito sucesso, em parte devido à falta de patrocinadores. Em 2002, a banda esteve no topo das paradas de rádio russo na Estônia. Mais tarde, os vídeos musicais foram divulgados no YouTube, como de humor. O hit mais conhecido da Steklovata foi "Noviy God" (Ano novo), cujo vídeo fez sucesso no YouTube com versões legendadas e "traduzidas" para o português. A letra em outra língua e a melodia simples tornaram esse vídeo - de quatro rapazes cantando a música em ritmo animado - conhecido. A baixa qualidade do clipe e a produção malfeita dos vocalistas tornaram o vídeo engraçado e criativo.